# Tell Me (Rolling Stones)
Tell me (ook wel Tell me (you're coming back) genoemd) is een nummer van de Engelse band The Rolling Stones. Het staat op de lp The Rolling Stones, het debuutalbum van de groep. Het was de eerste Jagger&Richards song die op single verscheen.
Het nummer kwam op 13 juni 1964 als single uit in de Verenigde Staten, na Not fade away, en vóór It's all over now. De achterkant was I just want to make love to you, een liedje van Willie Dixon uit 1954. De plaat haalde de 24e plaats in de Billboard Hot 100.
In augustus of september van dat jaar werd het nummer als single uitgebracht in Nederland, ditmaal met Come On op de achterkant, de eerste single van The Rolling Stones uit mei 1963, die in Nederland nog niet eerder was uitgebracht. In Nederland kwam Tell me na It's all over now en vóór Time is on my side. De plaat bracht het tot de derde plaats in de Tijd Voor Teenagers Top 10 en de elfde plaats in het Hitdossier.
De Nederlandse uitgave heeft een unieke speelduur van 4:10 minuten en wordt aan het einde abrupt afgebroken: "Tell me, you're coming back..." https://www.youtube.com/watch?v=7WWH0b3IZZc .
In het Verenigd Koninkrijk is het nummer nooit op single verschenen.

## Tracklist

### 7" Single
London 45-9682 (1964)
1. Tell me
2. I just wanna make love to you

Decca 15 032 [nl] (1964)
1. Tell me
2. Come on

## Hitnoteringen
| Tell me                    | Tell me               | Tell me  | Tell me | Tell me | Tell me | Tell me | Tell me | Tell me | Tell me | Tell me | Tell me | Tell me | Tell me | Tell me | Tell me          |
| Hitlijst                   | Datum van binnenkomst | Week:    | 1       | 2       | 3       | 4       | 5       | 6       | 7       | 8       | 9       | 10      | 11      | 12      | Laatste notering |
| -------------------------- | --------------------- | -------- | ------- | ------- | ------- | ------- | ------- | ------- | ------- | ------- | ------- | ------- | ------- | ------- | ---------------- |
| Tijd voor Teenagers Top 10 | 17-10-1964            | Positie: | 10      | 10      | 5       | 3       | 8       | 8       | 8       | 10      | 9       | 8       | 8       | 9       | 02-01-1965       |
| Nederlandse Top 40         | 02-01-1965            | Positie: | 16      | 11      | 15      | 15      | 18      | 21      | 22      | 31      | 33      | 36      |         |         | 06-03-1965       |

### NPO Radio 2 Top 2000
| Nummer met noteringen in de NPO Radio 2 Top 2000 | '00  | '01 | '02  | '03  | '04  | '05  | '06  | '07  | '08  | '09  | '10  |
| ------------------------------------------------ | ---- | --- | ---- | ---- | ---- | ---- | ---- | ---- | ---- | ---- | ---- |
| Tell Me                                          | 1294 | -   | 1196 | 1396 | 1538 | 1552 | 1371 | 1535 | 1484 | 1901 | 1873 |

1. ↑  Een '-' betekent dat het nummer niet was genoteerd en een vetgedrukt getal geeft de hoogste notering aan.
2. ↑  2000 was het eerste jaar met een notering voor dit nummer.
3. ↑  Deze tabel is bijgewerkt tot en met de laatste editie (2024).